# 法屬印度支那
法属印度支那（法語：Indochine française，越南語：／、／／國際音標：[ɗə̄wŋm jɨ̄əŋ tʰûək fǎp]、／）也稱法屬安南，正式名稱為印度支那聯邦（法語：Fédération indochinoise，是法兰西殖民帝国在东南亚的领土，其辖境大致位于今日印度支那半岛的越南、老挝、柬埔寨，以及中国广东省的湛江市之市區（廣州灣）。
法屬印度支那的建立始於1862年越南割讓交趾支那地區（南圻）予法國，1867年柬埔寨沦为法国保护国，1885年中法戰爭後越南正式成為法國保護國，并成為日后法屬印度支那的主要部份。1887年10月，法国在已占领的越南分为东京、安南、交趾支那三个区域的基础上，加上已為法國保護國二十年的柬埔寨共四地拼凑成立法属“印度支那联邦”。而老挝与广州湾分别在1893年与1900年加入。1902年，法属印度支那首府自交趾支那的西贡（今胡志明市）迁至东京河内，到了1939年，首府又由河内迁至安南大叻，二战结束之后，首府再次由大叻迁回河内。法国本土在二战期间被德國擊敗沦陷之后，之前由法國管理的印度支那，交给了维希法国在日本的监督之下管理。不过，在1945年3月至8月期间，印度支那是由日本全权管理的。自1941年5月开始，由胡志明领导的越南獨立同盟會就一直在越南进行企图推翻法国政府的叛乱，开始了第一次印度支那战争。
1949年，法国赋予了以保大帝为首的君主立宪国家，奉行反共；维持越南国独立地位。日內瓦會議结束之后，越盟在越南北部建立了越南民主共和国，而越南南部的越南国则继续维持独立地位，之后越南一直处于战争状态，至1975年战争才得以结束，但随后中越两国又因边境争端等原因在1979年爆发战争，此后边境武装冲突持续了12年，至1991年才结束。而在1953年独立的柬埔寨在经历了数年的和平后又被卷入越南战争，1975年红色高棉取得柬埔寨统治权，但由于其与邻国越南交恶导致越南在1978年入侵柬埔寨，在越南撤军后柬埔寨又陷入了长达12年的内战，直到1993年柬埔寨内战才得以结束。

## 歷史

### 法国对印度支那的影响
因为法国耶稣会传教士亞歷山德羅早在17世纪，就已经进入越南传教，所以，法国在那时开始，就已经对越南有一定影响。当时越南刚刚占领占城的前领土湄公河三角洲。欧洲在18世纪与越南的互动，仅限于进行贸易活动。1787年，法国天主教教士百多祿向法国政府发出协助安南阮氏家族的后代阮福映收复被西山朝夺取的领土的请求。百多祿最后在越南逝世，而他旗下的部队，则继续协助，直到1802年，法国正式援助阮福映灭西山朝，建立阮朝。次年阮福映遣使宗主国中国，请求改国号为“南越”，最终嘉庆皇帝下赐国号“越南”，并册封阮福映为“越南国王”。
法国在19世纪里面，对越南的影响十分深远，法国经常以保护巴黎外方传教会教士为借口，干预越南事务。阮朝慢慢认识到天主教传教士对自己的政治威胁，比如说：在阮朝颇有影响力的交際花，就担心自己的社会地位会被坚持一夫一妻制的天主教徒动摇。
1857年，法国外交官敏体尼请求越南政府停止驱逐教士出境，赋予教士宣讲教义的自由，未获成功。1858年9月，法军在拿破仑三世的命令下，用14艘炮舰，3,000名法国士兵，300名由西班牙提供的菲律宾士兵，进攻土伦港（Tourane，今岘港），给予对方沉重打击，成功占领了港口。但他却在几个月后因缺乏补给与疾病蔓延的问题撤离港口。
1859年2月18日，率领法国远征军的夏爾·里戈·德·熱諾伊利将军（Charles Rigault de Genouilly）由岘港向南航行，攻占了防御薄弱的西贡。熱諾伊利在1859年11月因指挥不当的问题，被弗朗西斯·帕热将军（Théogène François Page）代替。新将军接到了命令：只要签署保障教士权益的条约即可，并不需要签署获取领土的条约。但四年之后，法国改变了外交政策，恢复了对领土的要求。1861年，法国占领越南西贡。1862年强迫越南签订《西贡条约》，嗣德帝割让租界予法国，当中包括三个位于安南，东京的港口与交趾支那地区東部邊和省、嘉定省和定祥省三省（1863年正式成为法国领土）。1867年，法国又佔領了安江省、河仙省与永隆省三省，占领南圻，并将其更名为交趾支那（1874年正式割讓給法國）。
1863年，柬埔寨国王诺罗敦·安·吴哥请求法国保护他的国家。这使得暹羅（今泰国）在1867年放弃了自己对柬埔寨的宗主权，在取得马德望与暹粒两地之后正式承认了法国保护国柬埔寨。不过，1906年法国与暹羅签署了条约，根据条约后者交还了上述地区。
1899年11月，法国與清政府签订《中法互订广州湾租界条约》，将遂溪、吴川两县属部分陆地、岛屿以及两县间麻斜海湾（今湛江港）划为法国租借地，统称“法属广州湾”，划入法属印度支那范围，设广州湾行政总公使署，受法属印度支那总督管辖。1943年2月，为日本所占，曾建立短暂傀儡政权。1945年，日本投降后，由于中法交涉，9月21日中华民国收回，以广州湾范围划设市治，定名湛江市。

### 法属印度支那建立过程

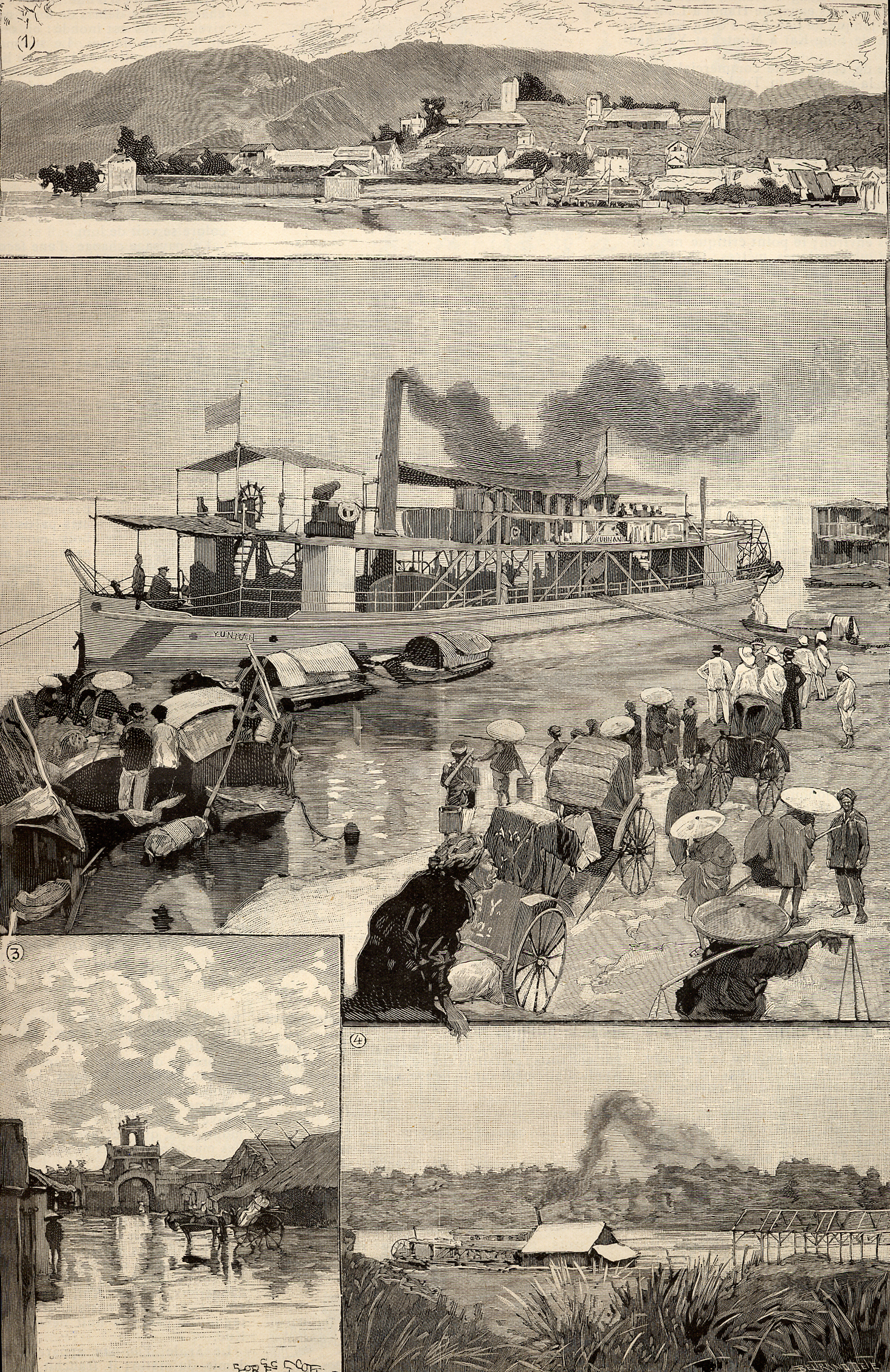
世界新闻画报插图：
第一幅为位于中国的法国哨站；
第二幅为河内码头；
第三幅为被水淹没的河内街道；
第四幅为另一个河内码头

为获得整个越南的宗主权，法国与中国爆发中法战争，1883—1885年占领了越南中部和北部及柬埔寨，将越南中部更名为安南，北部更名为东京。1885年，中法签订《天津条约》，中国正式放弃越南宗主权。法国获取了北越的控制权。
1887年10月，法国合并安南，东京（北越），交趾支那与柬埔寨王国为法属印度支那联邦。1888年到1889年，法国将军巴维率领一个探险队对老挝进行了范围最广的“探险活动”，首次绘制完整的老挝地图。
1892年1月28日法国国会以绝对多数通过了关于印度支那的法令，把印度支那定为被法国“同化”的殖民地，以“壮大法兰西民族”。“同化而不是联合，才是法国殖民主义的主旨。”
法国对统治老挝的暹罗提出老挝是越南属国，要求割让湄公河东岸，遭到暹罗拒绝。1893年春法军开始对老挝发起猛攻，兵分三路进入老挝。1893年8月，暹罗国王朱拉隆功同意割让老挝及部分暹罗湄公河东岸领土给法国。
1893年法暹战争之后，暹罗王国被迫割让老挝予法国，老挝在1893年加入印度支那。上述地区的君主（越南皇帝、柬埔寨国王与老挝国王）在表面上恢复了自己的地位，但在实际上，却只是三个傀儡。
印度支那联邦总督保罗·杜美指出，其“任务是证明印度支那有巨大的商业利润，印度支那是法国纳税人获利的源泉，及向纳税人证明他们将不再需要继续为此纳税；印度支那将给法国工业和商业开辟广阔的市场，将迎接法国资本家的才能和智慧；印度支那将赡养法国的陆军和海军；从而，印度支那将为法国在远东带来一个坚固的经济和政治根据地。”保罗·杜美实行“分而治之”的殖民政策，把印度支那划分为五个地区：南圻（交趾支那）为直辖领地、中圻（安南）为保护地、北圻（东京）为“半保护地”、柬埔寨与老挝为“保护领”，河内、海防等重要城市受总督直接管辖，其市长和行政长官由总督任命；同时管辖强租中国的广州湾。
1904-1907年（光绪三十—三十三年），暹罗王拉玛五世为保持国家独立，两度割让湄公河东岸领土及沙耶武里省给法国。
法属印度支那联邦一直维持到1954年才终告结束。

#### 勤王運動
法国人在1858年登陆越南后，逐步发展自己在越南的势力，到了19世纪80年代中期，他们已经牢固控制了越南北部。潘廷逢在1885年至1895年之间，领导越南人，发起叛乱，对抗法国人。越南人在一战期间和一战之后，民族主义情绪高涨，不过法国人对民族主义者所发起的叛乱，所作出的努力不为所动。

#### 法暹战争
法国在印度支那半岛进行的领土扩张，引发了法暹战争。1893年，法国政府利用边界纠纷，挑起北欖事件。事件發生后，法军炮舰在事件发生之后，航行到曼谷附近水域，要求暹羅割让湄公河以东的所有地区。暹王拉玛五世请求英国政府出面调停，但后者却要求前者，应允法国政府的一切要求。英国政府后来在暹王的极力要求之下，出面和法国政府谈判。双方达成了协定：暹羅只需要割让老挝，并不需要割让其他领土，而英国则得到了缅甸东北的掸，作为和法国谈判的报酬。

#### 暹羅割让更多领土
法国人在此之后，并未收敛对暹羅的野心，1906年，他们又制造了另一个事件，迫使暹羅承认他们对湄公河以西，琅勃拉对岸的领土的控制权。除此之外，暹羅还承认了法国人对占巴塞和西柬埔寨的控制权。而且，法国人还取得了尖竹汶西部的控制权。在此之前的1904年，暹羅为取回尖竹汶，割让了桐艾予法国。两年之后，桐艾又回到了暹羅人手里，不过他们因此割让了很多位于东南边境的领土，如馬德望、暹那空和班迭棉吉。
20世纪30年代末期泰国与法国开展了一系列谈判，试图取回此前失去的领土。1940年法国沦陷之后，泰国入侵了有争议老挝和柬埔寨领土。1941年1月泰法战争爆发，在日本的强力调停之下，效忠于维希政权的法属印度支那政府被迫同意归还洞里萨湖以东、北纬14度以北的吴哥城，暹粒、马德望和老挝两处位湄公河西岸的地区予泰国。两国代表前往东京签署了有关条约，在此之后，泰国取回了上述地区的控制权。

#### 越南國民黨发动叛乱
1930年2月10日，驻守安沛的越南士兵，在越南国民党的援助之下，发起了叛乱。这次叛乱是越南在勤王運動平息以后，最大规模的动乱。叛乱者希望自己能够得到公众的注意，最后引发更大规模的叛乱，推翻殖民地政府。越南国民党在此之前，就已经进行过不少秘密活动，他们原本要对红河三角洲发起大规模的进攻，不过这个计划最后因为风险太大而流产。

### 第二次世界大战

1942年法蘭西國在法屬印度支那的政治宣傳海報。圖上的法文及越文指的是貝當政權的國家格言：「勞動、家庭、祖國（越文的「勞動」此處譯作「勤勞」）」

1940年6月，法國向德國投降簽署第二次贡比涅停戰協定，德軍佔領法國北部，並在南部成立了傀儡政权維希法國（法蘭西國）。日本趁法國战败的6月22日，日本向维希法国政府表示要關閉滇越公路及進入廣州灣（廣東湛江市）法租界，7月3日日本增加要求允許日本帝國軍隊进入法屬印度支那和使用殖民地的機場。8月30日維希法國向德國政府求助，但德國沒有理會。由於法國當局對日本在9月18日的最後通牒一拖再拖，最後演變成日軍在9月22日入侵法屬印度支那。此举为日军对抗中國國民革命軍创造了有利因素，同时间，这也是日本建立大东亚共荣圈的步骤之一。
泰国趁机在1940年10月发动第二次泰法战争，夺回了之前所失去的领土。
1945年3月9日，日本在法国已被解放，美国在太平洋占有优势的情况下，决定完全控制印度支那，发动三九政變。日本扶持保大帝登基，建立傀儡政权，一直控制这一地区，直到同年8月投降为止。

### 第一次印度支那战争

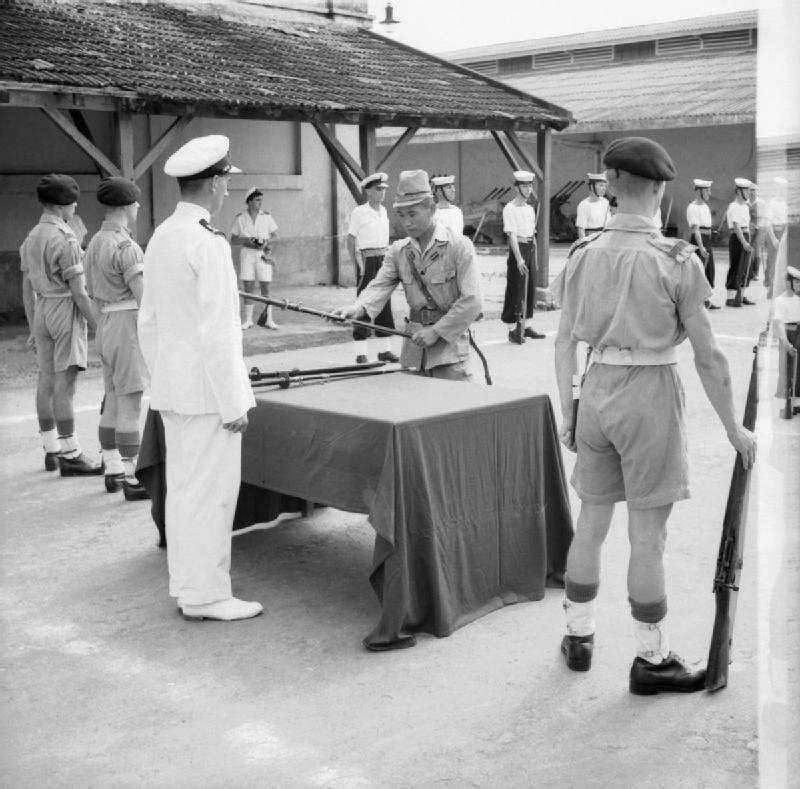
日本军官在西贡向盟军军官投降

二战结束后，法国收回在泰法战争中失去的领土，准备恢复殖民地统治，却与越盟发生了冲突。这个由共产主义者和民族主义者组成的组织，是由受过法国教育的胡志明所领导的。美国在二战期间曾向越盟提供援助，支持这一组织反抗日本统治。
美国总统富兰克林·罗斯福和中缅印战区参谋长约瑟夫·史迪威在战时曾私下表示过，法国在战后絕對不能取回印度支那。罗斯福提出让蒋介石接管印度支那，遭到后者拒绝。据说他的回应是：“在任何情况下都不会这样做！”战争结束后，英军进入印度支那地区南部，为法国收复土地。而蒋介石则派出盧漢将军，率领200,000大军进入印度支那地区北部接受日军投降。中国政府支持刚刚建立的越南民主共和国，并且利用越南國民黨，增加自己在新政府当中的影响力，并且对法国施加压力。法国在蒋介石的协调之下，与越盟达成和平协定，并且放弃了自己在华的一切特权、利益和租界。1946年3月，印度支那开始逐步重回法国统治。

### 日内瓦协定
1954年4月27日，日内瓦会议召开会上各国制定了解决印度支那问题的方案。会议结果支持印度支那的领土完整，并且要求法国赋予越南独立地位，禁止各国干涉地区内政，而且将北越和南越之间的地区划为非军事区。最后，协定规定，南北越在1956年7月举行公投，解决统一问题。法国在会上放弃对印度支那的所有领土主张。美国和南越都没有签署协定，只有法国和北越签署了这一协定，北越成为社会主义国家，而南越则留给了受到美国支持的保大政权。
美国开始深入越南事务，最终使得越南战争爆发，在1954年独立的柬埔寨和老撾也卷入了这一场战争之中。越南战争至1975年结束，以美国撤出且北越击败南越告终，1976年越南统一。而柬埔寨则在经历了三年红色高棉统治后再次陷入同越南长达10年的战争中，而在1989年越南撤军后柬埔寨又陷入与红色高棉的内战，直至1991年方才得以实现停火并于1993年举行了大选，但红色高棉直到1998年才向柬埔寨政府投降。

## 行政區劃

### 構成
法屬印度支那的構成如下：

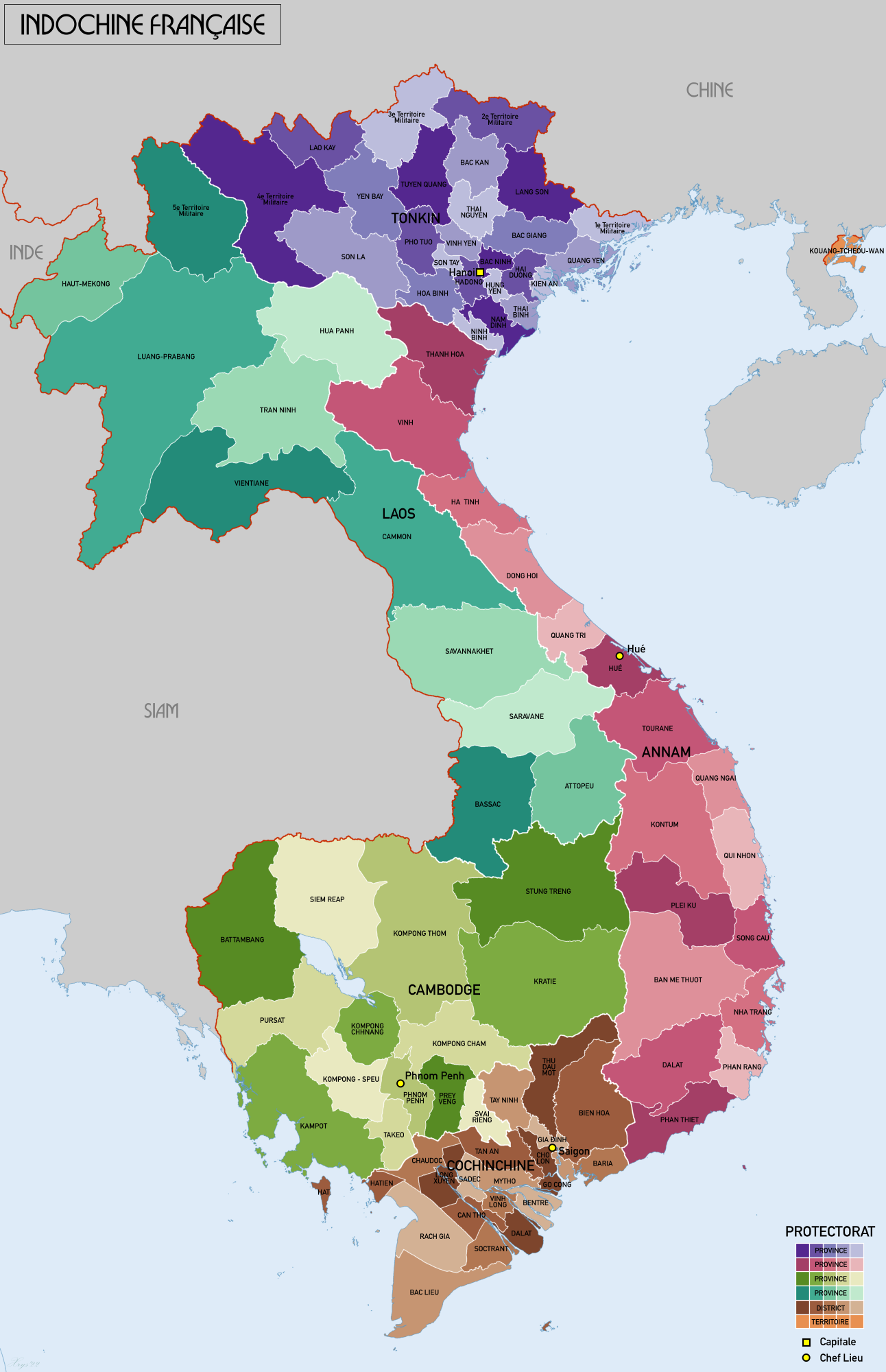
法属印度支那的地圖

- 安南保護國：越南人稱為中圻，位於今越南中部。1887年加入。
- 柬埔寨保護國：1887年加入。
- 老撾保護國：原为琅勃拉邦王国，1889年加入。1904年占巴塞王国被废除并入该保护国。
- 東京保護國：越南人稱為北圻，位於今越南北部。1887年加入。
- 法屬交趾支那：直轄殖民地，越南人稱為南圻。位於今越南南部。
- 廣州灣租借地，位於今中國廣東省湛江市，1899年取得，軍事管治一年多後名義上納入[12]。1911年10月，法國總統正式簽署四項法令，其中首法令第一條寫到「法屬印支總督府管轄範圍包括交趾支那殖民地和安南、東京、柬埔寨和老撾等保護國，及廣州灣租借地」[13]。1945年歸還中國。

此外，河內、海防、峴港為法屬印度支那的直轄地域。

## 人口

殖民地时期的河内

京族、老族和高棉人是殖民地的主要族群。芒族、岱依族、占族和嘉萊族等少数民族主要居住在山区，通称为山地居民（Degar）。华人大多居住在南部的大城市，不少人进行贸易和商业活动。印度支那在法国管治时期的城市化进展并不迅速。有学者估计，95％的印度支那居民，到了1913年，还在乡间居住。
印度支那的主要宗教是佛教。越南地区的佛教派系，是受到儒教影响的漢傳佛教，而老挝和柬埔寨地区的佛教派系，则是上座部佛教。除此之外，因为天主教传教士遍布印度支那，所以在殖民统治结束时，越南北部大约已有10％居民为天主教徒。高台教也在法国管治时期出现。
与阿尔及利亚的法国移民规模相比，印度支那的移民规模相对较小。印度支那到了1940年，也只有34,000名法国居民以及少量军人、官员。出现这一现象的第一个原因是，印度支那是一个商业型殖民地（Colonie de exploitation économique），而非拓殖型殖民地（Colonie de peuplement），第二个原因是，印度支那和阿尔及利亚相比，离法国本土较远。
法语是印度支那在教育、政治、贸易及媒体等各个方面的首要语言。法语在城市地区广泛流传，成为受过教育的精英阶层的主要语言。法国文化对交趾支那和东京地区的影响，最为深远，而柬埔寨、老挝和安南地区所受到的影响，则较为短浅。不过，大部分土著，在殖民地时期仍然使用土著语言。殖民地时期结束之后，南越政府还在使用法语。即使是到了今日，当地的知识分子和长者仍然会使用法语。现今的柬埔寨、老挝政府，有时也会使用法语。

## 经济

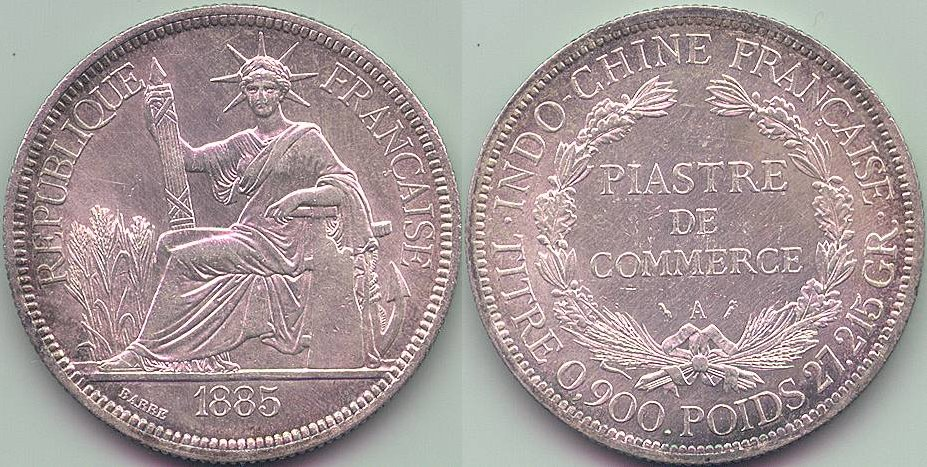
法属印度支那硬币

印度支那为「商业型殖民地」。殖民地政府主要依靠土著所缴交的税收运作，同时间，政府垄断了鸦片、盐、米酒的贸易，用所得来维持自身运作。上述商品的贸易，在1920年，支撑了殖民地政府44％的预算，但是，到了1930年，这个比例已经降到了20％，因为是当地经济已经开始多元化。殖民地的主要银行是建于1875年的东方汇理银行，负责铸造殖民地的货币印度支那元。印度支那在1940年接受的法国投资十分之多，仅次于阿尔及利亚，高达67,000,000法郎。
进入20世纪30年代后，法国开始发展这一地区的自然资源，也开始增加地区的经济多元性。交趾支那、安南和东京地区生产茶、米、咖啡、辣椒、煤、锌和锡，柬埔寨也生产米和辣椒。只有老挝被法国视为不可发展经济的殖民地，当地只有小规模的木材砍伐场。
20世纪初，法国汽车产业开始发展，市场对橡胶需求量的大幅增加。投资者在安南和交趾支那地区兴建了多座橡胶种植园。法国迅速成为主要橡胶出产国，而印度支那出产的橡胶也开始享誉世界。这一商业成功吸引了多间与汽车产业相关的商业机构，如米其林公司投资印度支那。随着外界对煤矿、橡胶、茶叶、咖啡种植园的投资不断增长，印度支那开始工业化，建立工厂生产纺织品、烟草制品、酒精饮品和建筑材料，并远销至各个殖民地。

### 基础建设

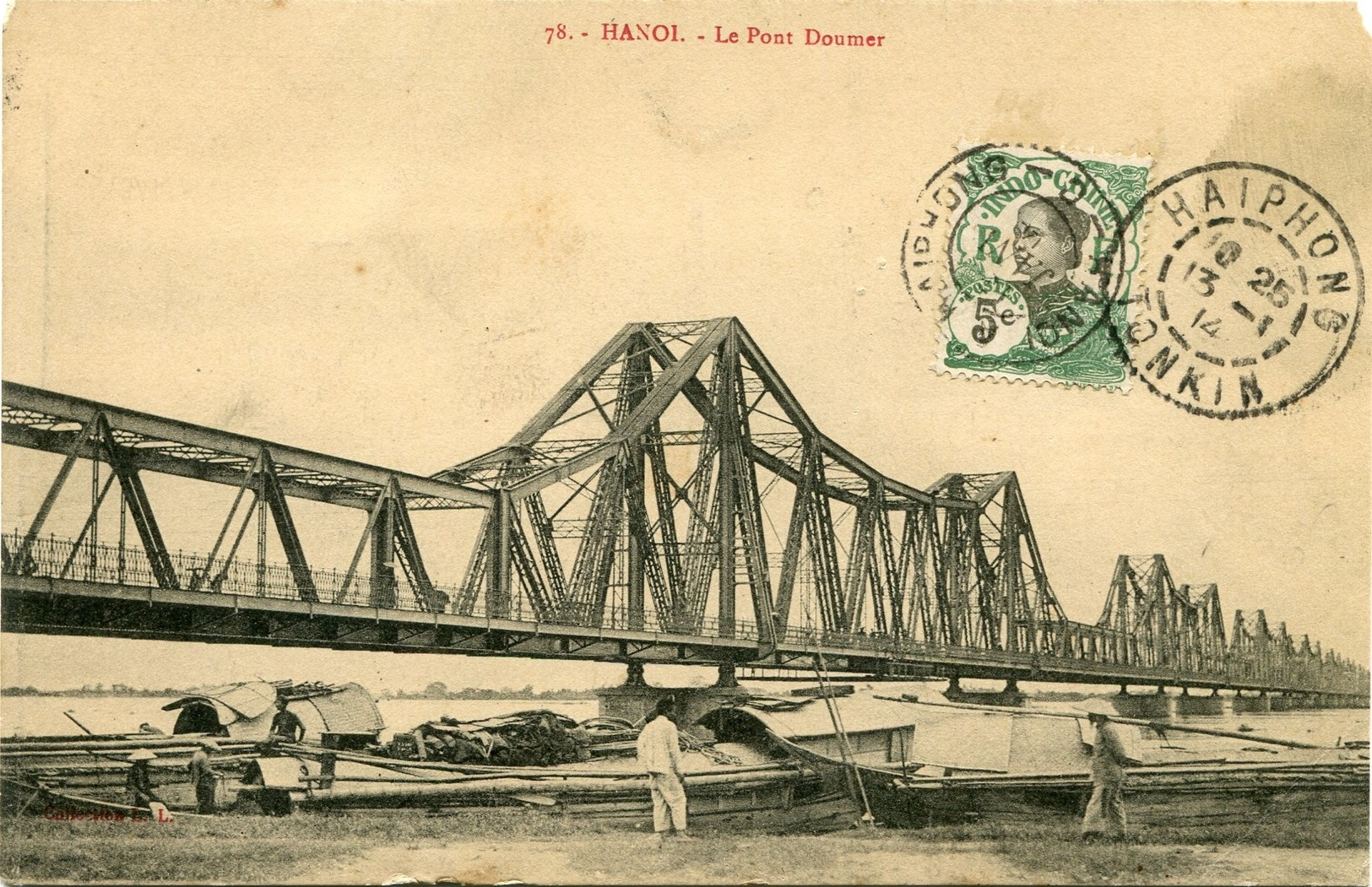
杜美橋，以1897至1902年任法屬印支總督的保罗·杜美命名；今稱龍編橋

法国政府订立了多个目标，以改进商业型殖民地印度支那的运输和通讯网络。西贡成为了东南亚的重要港口，可以与地区最为繁忙的商业港口，英国殖民地新加坡匹敌。西贡在1937年，是法兰西殖民帝国当中，第六个最为繁忙的港口。连接河内和西贡的铁路也在1936年投入使用。上述改进措施令印度支那的交通更加快捷。到了1939年，游客在马赛登船，只要一个月就能抵达西贡，而在巴黎登机，更是只要五日就能飞抵西贡。水下电报线路也在1921年铺设完成。
法国殖民者在印度支那兴建了不少布雜藝術风格建筑物，如河內大劇院和西貢聖母聖殿主教座堂。出于贸易和度假的需要，殖民者也在印度支那兴建了不少城镇，如交趾支那的大叻和老挝的巴色。